# Porta d'Oro (Gerusalemme)
La Porta d'Oro, così chiamata nella letteratura cristiana o She'ar Harahamim ("porta della Misericordia") è la più antica delle porte cittadine della Città Vecchia di Gerusalemme. Si trova sul lato orientale dell'antica cinta muraria e ivi si immagina sia avvenuto l'incontro alla Porta d'Oro di san Gioacchino e sant'Anna, un episodio raffigurato in diversi cicli pittorici dedicati alla vita di Sant'Anna (tra cui quello di Giotto nella cappella degli Scrovegni di Padova).

## Costruzione
Sono stati ritrovati resti di una porta antica, risalenti all'epoca del secondo Tempio di Gerusalemme. La collocazione nel mezzo del lato orientale del Monte del Tempio suggerisce che possa essere stata utilizzata a scopo rituale in epoca biblica.
La porta attuale è stata costruita probabilmente sulle rovine della porta più antica, negli anni Venti del VI secolo, come parte del programma edilizio di Giustiniano. Secondo un'altra teoria, la costruzione è avvenuta alla fine del VII secolo, da parte di artigiani bizantini ingaggiati dai califfi umayyadi.

## Tradizioni
Secondo una tradizione ebraica, la Shekhinah (שכינה, la «presenza divina») si manifestava attraverso questa porta e si manifesterà ancora in occasione dell'avvento del Messia (Ez 44:1-3), e una nuova porta rimpiazzerà l'attuale; questo è il motivo per cui gli Ebrei sono soliti pregare e chiedere misericordia in questo luogo, da cui il nome Sha'ar Harachamim (שער הרחמים), la Porta della Misericordia.
In testi della letteratura cristiana apocrifa, la porta fa da sfondo a un incontro tra i genitori di Maria, madre di Gesù; ciò ha determinato la nascita del soggetto ricorrente dell'incontro di Gioacchino e Anna alla Porta d'Oro - ad esempio nell'affresco di Giotto Incontro alla Porta d'Oro - nei cicli rappresentanti la Vita della Vergine. È anche riportato che Gesù abbia varcato questa porta nel suo trionfale ingresso in città nella Domenica delle Palme.
In arabo è nota come Porta della Vita Eterna. In tempi antichi, era nota come la Porta Bella.

## Chiusura
Il sultano ottomano Solimano il Magnifico fece sigillare la Porta d'Oro nel 1541. Anche se ciò potrebbe essere stato fatto per pure esigenze difensive, è presa in considerazione l'ipotesi che il sultano abbia così operato per impedire l'accesso del Messia come preventivato dalla tradizione giudaica. La comunità musulmana ha costruito un cimitero di fronte alla porta, nella credenza che il precursore del Messia, Elia, non avrebbe potuto attraversarlo, impedendo così anche l'avvento del Messia; ciò deriva dalla tradizione islamica secondo cui Elia sia un discendente di Aronne, facendone un sacerdote, e dal presupposto di una legge ebraica che impedisce a un kohen di entrare in un cimitero (anche se in realtà il divieto non si applica a un cimitero dedicato a non-ebrei).
La Porta d'Oro è una delle poche porte chiuse delle mura antiche di Gerusalemme, insieme alle porte di Hulda e una postierla sul lato sud delle mura orientali.